# Campagne Hô-Chi-Minh
Guerre du Viêt Nam
Batailles
La campagne Hô-Chi-Minh (en vietnamien : Chiến dịch Hồ Chí Minh) est un ensemble d'opérations militaires, essentiellement des offensives, menées conjointement par l'Armée populaire vietnamienne et le Front national de libération du Sud Viêt Nam (Viêt Cong), entre le 13 décembre 1974 et le 30 avril 1975, qui s'achevèrent par la chute de Saïgon et la victoire du Nord-Viêt Nam, réunifiant le Vietnam.

## Chronologie

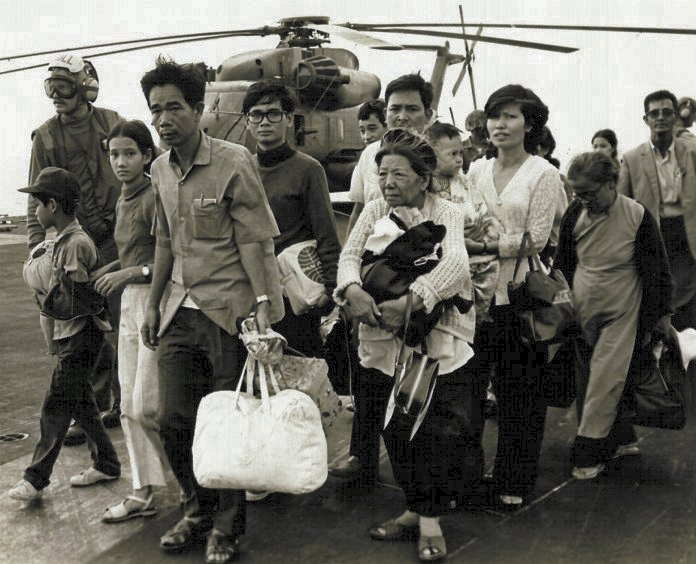
Des réfugiés vietnamiens sur le pont d'un vaisseau américain.

### Buôn Ma Thuột
En mars 1975, le 4e Corps de l'Armée populaire vietnamienne lance une offensive pour capturer les hauts-plateaux centraux du Viêt Nam, jusque-là alors tenus par l'ARVN. En dix jours, les Nord-Vietnamiens détruisent la plupart des formations de l'ARVN. Celles-ci, se retranchant dans les quartiers généraux de la 23e division d'infanterie de l'ARVN et dans l'aéroport Hoa Binh, parviennent à mener une contre-attaque mais manquent de coordination, leurs commandants (les colonels Nguyen Trong Luat et Vu The Quang) ayant été capturés dès les premières heures de la bataille le 3 mars par les Nord-Vietnamiens et malgré l'ordre du président Nguyen Van Thieu de ne pas reculer d'un seul pas et de défendre les hauts-plateaux centraux coûte que coûte.
Cette défaite est désastreuse pour le Sud-Viêt Nam, laissant libre l'accès le sud du pays aux communistes. La majorité des troupes sud-vietnamiennes ne purent pas être évacuées et furent capturées par les Nord-Vietnamiens.

### Hué–Da Nang
Le 25 mars 1975, la ville de Hué est reprise par les forces de l'Armée populaire vietnamienne.

### Xuân Lộc
Pendant 12 jours (du 9 au 21 avril), la 18e division d'infanterie sud-vietnamienne tenta d'empêcher 3 divisions nord-vietnamiennes d'envahir la ville. Pour les soldats sud-vietnamiens, dirigés par le major-général Lê Minh Đảo, cette bataille a prouvé qu'ils étaient déterminés à combattre, en contradiction avec les médias occidentaux qui les décrivaient comme des lâches.
Compte tenu de leur large infériorité numérique, les Sud-Vietnamiens perdirent la bataille, malgré des combats féroces et héroïques contre les unités de l'APV. Le gouvernement nord-vietnamien qualifiera plus tard les combats à Xuân Lộc comme étant « cruels ».
La prise de Xuân Lộc permit d'ouvrir les portes menant à Saïgon et de commencer l'assaut final sur le Sud-Viêt Nam, qui se déroulera le 30 avril 1975, jour de la chute de la capitale sud-vietnamienne.

### Saïgon
L'assaut final sur la ville débute le 29 avril 1975 à 6 heures du matin après une journée de bombardements. Les troupes sud-vietnamiennes continuent de se battre sans relâche dans la ville en ruines bien qu'en large infériorité numérique tandis que les derniers personnels américains encore présents évacuent très rapidement. C'est l'opération Frequent Wind. Beaucoup de membres importants du gouvernement sud-vietnamien et de civils sont évacués par les Marines vers les États-Unis à partir entre autres de l'ancien QG du Military Assistance Command, Vietnam. Au total plus de 7 000 personnes seront évacuées en quelques jours (dont 1 373 Américains et 5 595 Sud-Vietnamiens).
Dans les premières heures du 30 avril, la 324e division nord-vietnamienne est la première à entrer dans la ville en ruines. À 10 h 24, le président du Sud-Viêt Nam annonce la capitulation du pays et demande à toutes les forces sud-vietnamiennes de cesser immédiatement les hostilités. À 11 h 30, des chars nord-vietnamiens détruisent les portes du palais présidentiel. Le drapeau du Việt Cộng est hissé sur le toit du palais.
Le colonel nord-vietnamien, Bui Tin, alors l'officier du rang le plus élevé à pénétrer dans le palais présidentiel de Saigon, reçoit la reddition du Président Dương Văn Minh.
À 15 h 30, le dernier président de la République du Viêt Nam annonce à la radio : « Je déclare que le gouvernement de Saïgon... est complètement dissous à tous les niveaux ». Ses paroles marquent ainsi la dissolution du Sud-Viêt Nam et la fin de la guerre du Viêt Nam, un conflit qui aura duré plus de 15 ans.
Cet ultime épisode entame le processus de réunification, achevé le 2 juillet 1976.